# Вакульский, Пётр Павлович
Пётр Павлович Вакульский (?—?) — русский военачальник, генерал-майор.

## Биография
Дата рождения и вхождения в военную службу неизвестны.
Офицер с 1809 года. Полковник с 1819, генерал-майор с 1830.
В Отечественную войну 1812 года — поручик Гренадерского графа Аракчеева полка, адъютант генерал-лейтенанта маркиза Ф. О. Паулуччи.
В 1830 году был назначен командиром 3-й бригады 22-й пехотной дивизии.
С июля 1835 года по февраль 1838 года командовал 1-й бригадой 23-й пехотной дивизии, после чего был уволен от службы по болезни.
7 февраля 1836 года Вакульскому (с потомством) был пожалован диплом на дворянское достоинство.
Дата смерти неизвестна.

## Награды
- Награждён орденом Св. Георгия 4-й степени (№ 5103; 1 декабря 1835).
- Также награждён другими орденами Российской империи.